# Ahasverus (Backer-Grøndahl)
Ahasverus is een verzameling liederen gecomponeerd door Agathe Backer-Grøndahl. Ze schreef muziek onder teksten van Bernard Severin Ingemann voor een zangstem van mezzosopraan of bariton. De liederenbundel is opgedragen aan haar zoon Nils Backer-Grøndahl, die niet de muziek inging. Warmuth Musikforlag (nrs. 2552-2557) bracht de liederen in 1902 uit.
De zes liederen:
1. Fædrelandet in andante in As majeur in 4/4-maatsoort
2. Østvinden in tranquillo in ais mineur in 6/8-maatsoort
3. Jord og himmel in largo, con molto espressione in e mineur in 4/4-maatsoort
4. Ved solens opgang in tranquillo in E majeur in 6/8-maatsoort
5. Mit modersmaan in maestoso in F majeur in 4/4-maatsoort
6. Natten in largo in bes mineur in 4/4-maatsoort

De Noorse dirigent en violist Johan Halvorsen arrangeerde de muziek van lied nummer twee voor strijkkwintet. Het werd gespeeld tijdens de begrafenis van "Mama" in 1907, in dit geval de componiste zelf (overleden 4 juni 1907, begraven 8 juni).